# نقش چین
نقش چین کتابی در شش باب از آتاناسیوس کیرشه و همچنین جامع دانش قرن هفدهم اروپا دربارهٔ چین و ممالک همسایه‌اش است. کتاب بلافاصله محبوب و پرفروش شد و به چند زبان اروپایی ترجمه شد، هرچند کسانی هم بودند که آن را عامّه‌پسند و فاقد ارزش تحقیقی شمردند و از آن میان گوتفرید لایبنیتس از همه معروف‌تر بود.